# Melanargia galathea
La medioluto norteña (Melanargia galathea) es una especie  de lepidóptero ditrisio  de la Subfamilia Satyridae propia de Europa y Norte de África hasta Irán.

## Características
Los machos tienen una envergadura de unos 53 milímetros, y las hembras, de unos 58. Las alas son blancas con manchas negras muy marcadas que dibujan un patrón ajedrezado. La especie ha dado lugar a una serie de variedades cromátidas y razas geográficas.
 Vuela desde el nivel del mar hasta los 1600 metros.

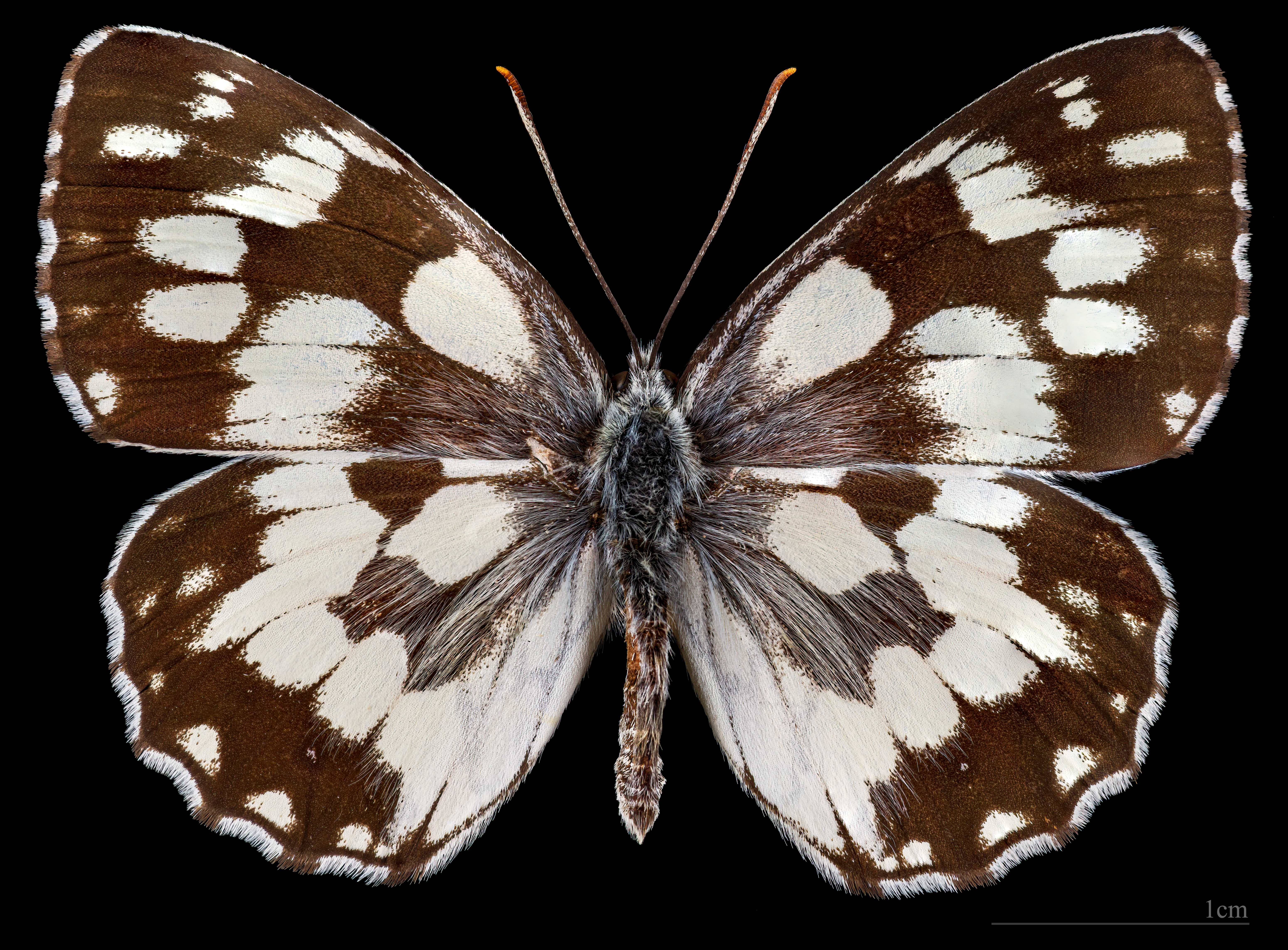
♂
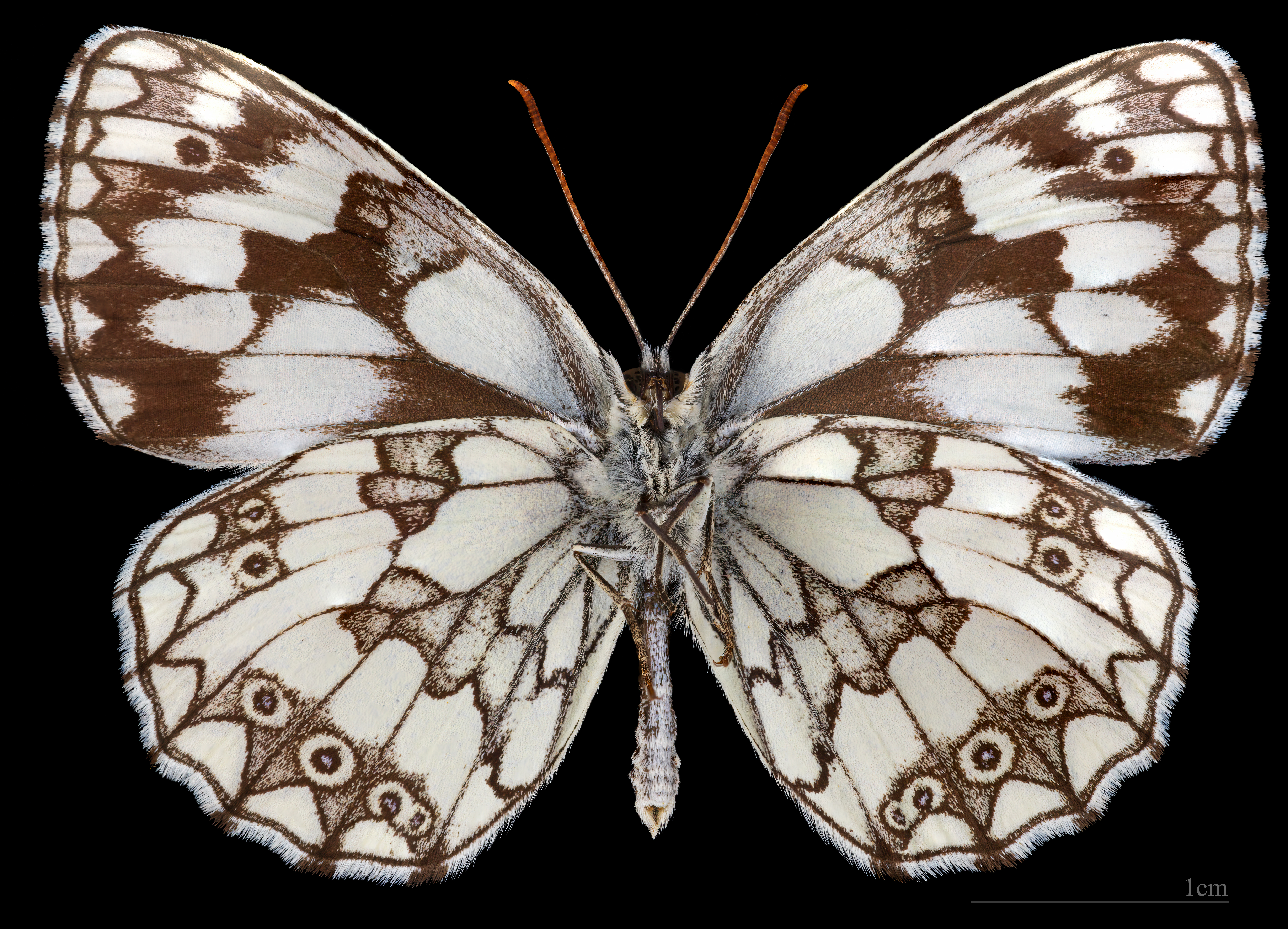
♂ △
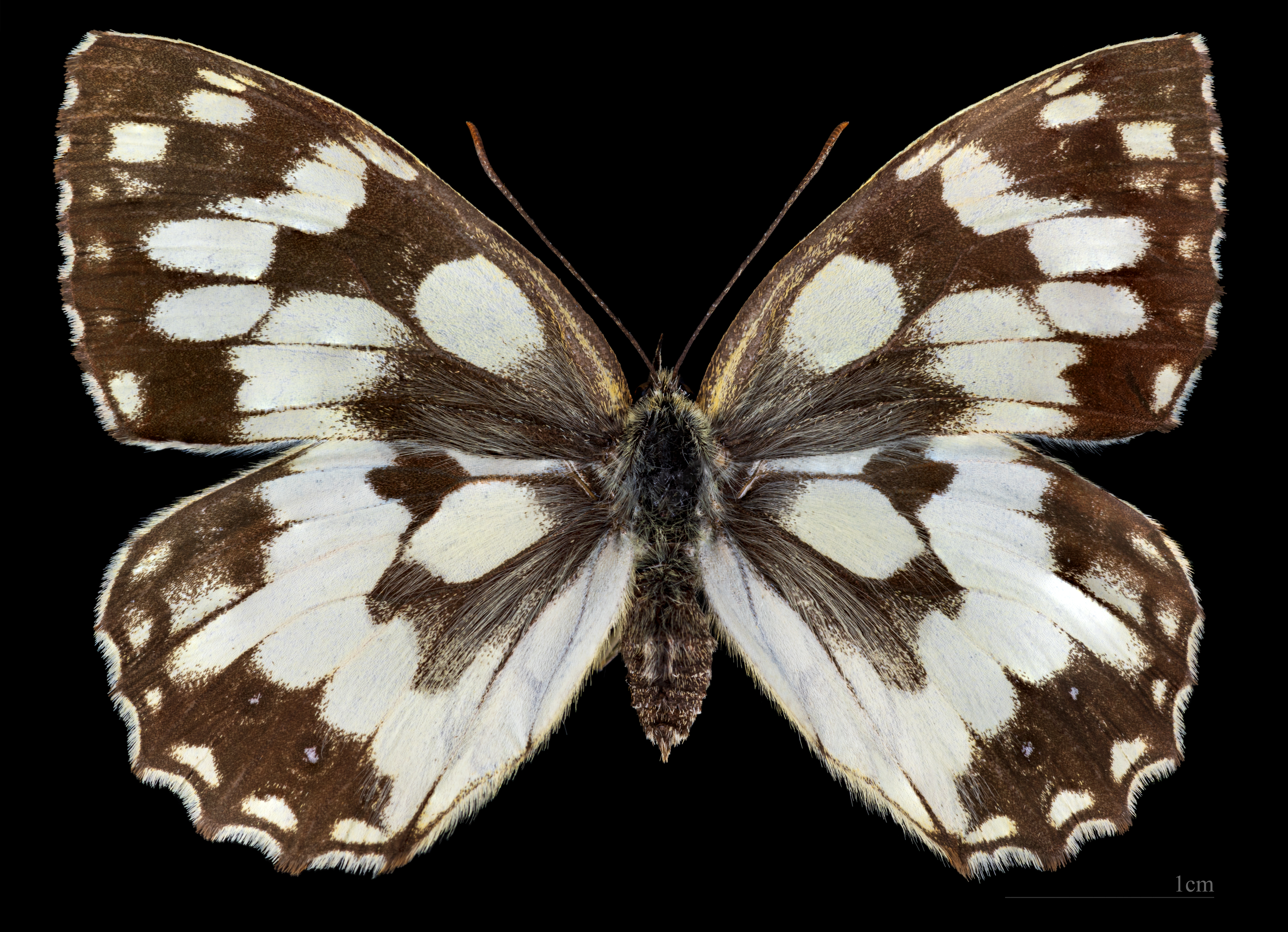
♀
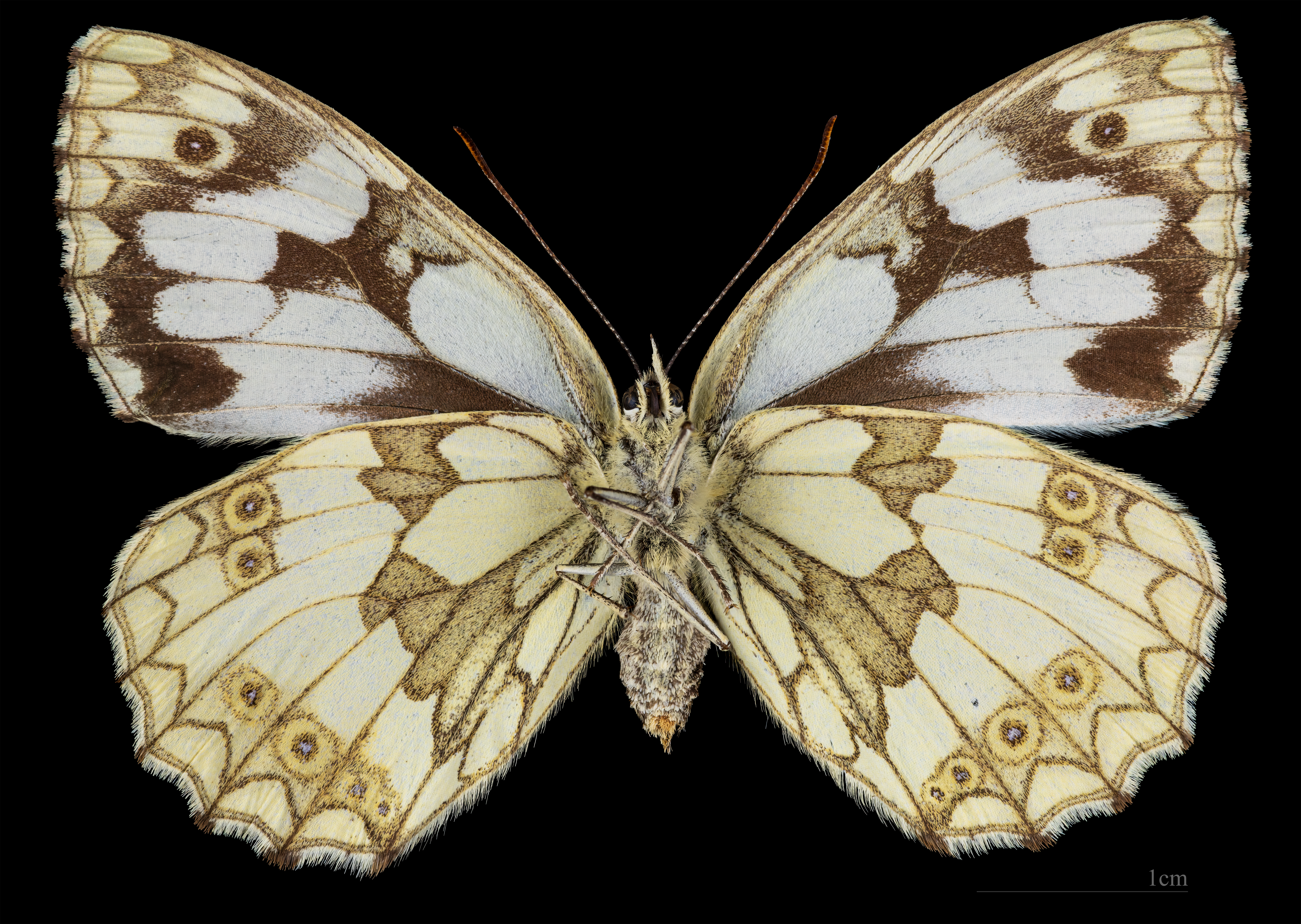
♀ △

Los adultos aparecen normalmente en junio o julio, ocasionalmente fin de mayo a principios de septiembre en cotas más elevadas. Período de vuelo univoltino. La hembra pone los huevos, los cuales deja caer en vuelo, sobre la vegetación que será el alimento de las larvas.
Son atraídos por las flores de Centaurea, Cirsium, Carduus y Scabiosa.

## Especies ibéricas similares
En la península ibérica vuelan en sus diferentes territorios otras cuatro Melanargia.
- Melanargia lachesis
- Melanargia occitanica
- Melanargia ines
- Melanargia russiae

## Galería de imágenes

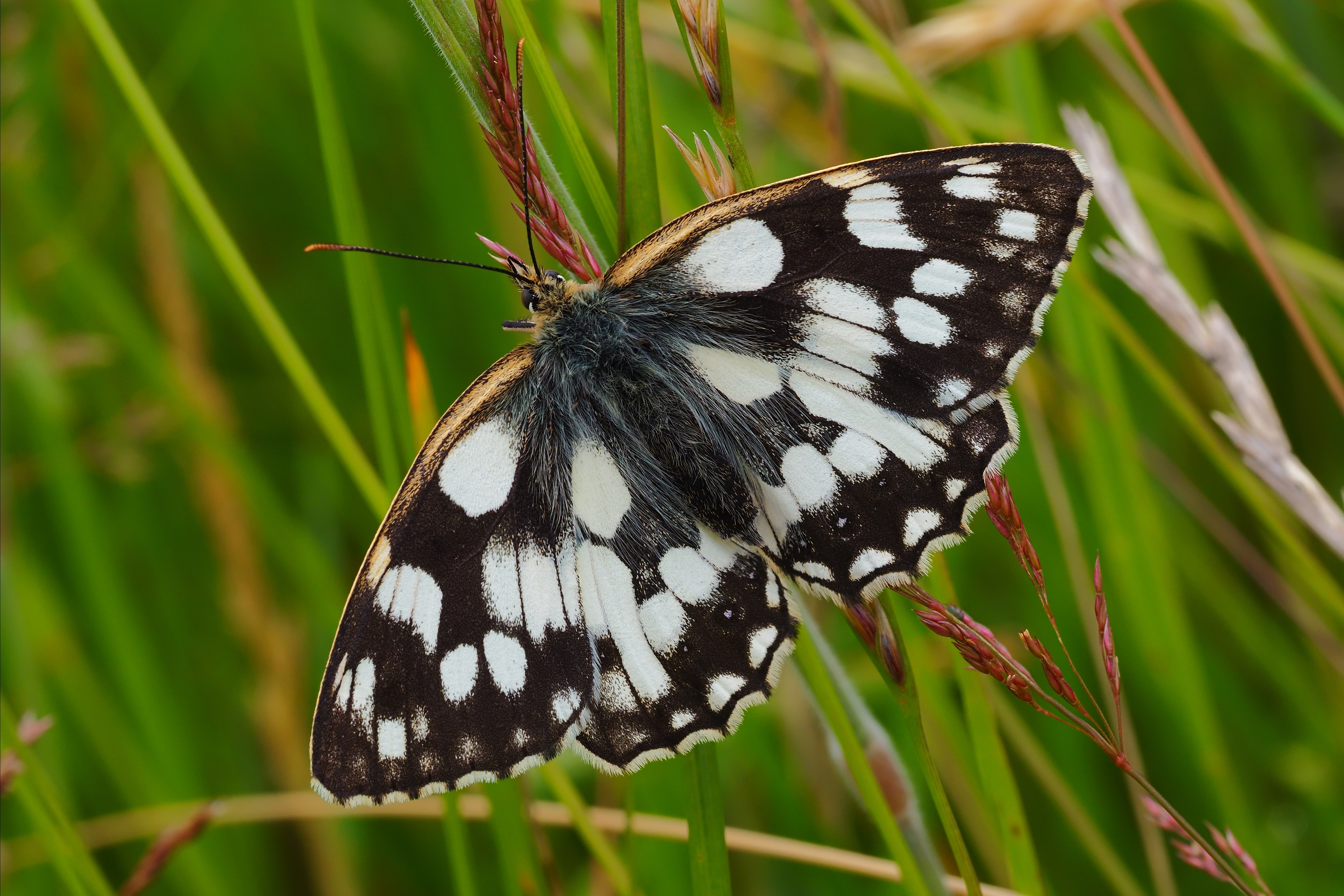
Melanargia galathea